# Marah oreganus
Espèce
Synonymes
- Echinocystis fabacea A.Gray
- Echinocystis oreganus (Torr. & A.Gray) Cogn.
- Marah oregana (Torr. & A.Gray) Greene
- Megarhiza oregona (Torr. & A.Gray) S.Watson
- Megarrhiza oregana (Torrey & A.Gray) S.Watson
- Megarrhiza oregona (Torr. & A.Gray) Torr.
- Micrampelis oregana (Torrey & S.Watson) Greene
- Sicyos oregana Torr. & A.Gray

Marah oregana est une espèce de plantes à fleurs de la famille des Cucurbitaceae.